# Oculaire

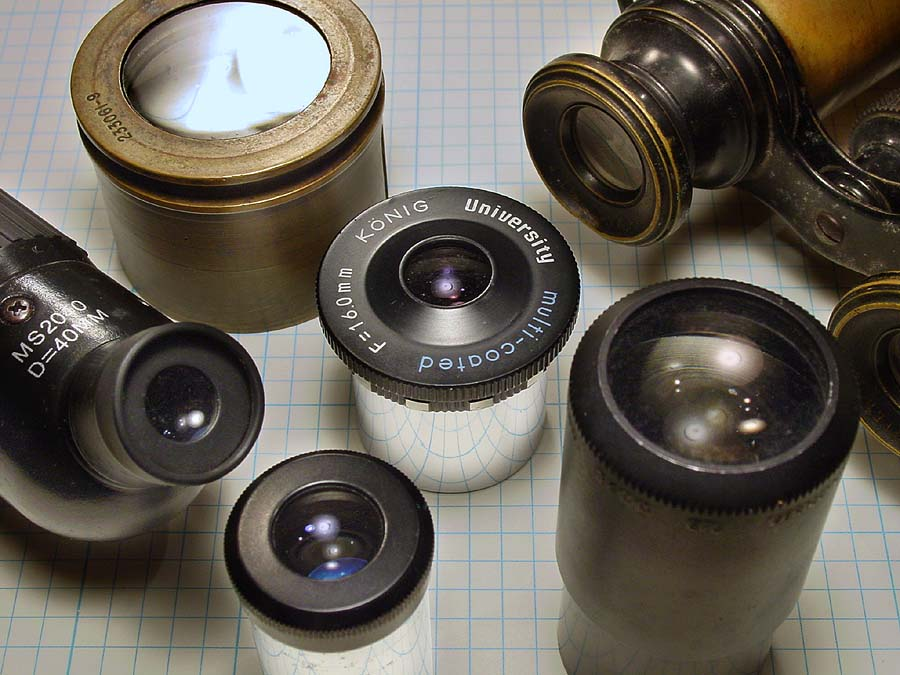
Une collection de différents oculaires.

Un oculaire est un système optique complémentaire de l'objectif. Il est utilisé dans les instruments tels que les microscopes ou les télescopes pour agrandir l'image produite au plan focal de l'objectif. Un oculaire est en fait une loupe perfectionnée pour fournir une image à l'infini, c'est-à-dire une image nette sans accommodation de l'œil, et avec le moins d'aberration optique possible.

## Caractéristiques générales

### Caractéristiques intrinsèques
Ce sont les caractéristiques inhérentes à l'oculaire seul.
- la longueur focale (ou focale) est la distance qu'il y aurait entre le foyer image de l'oculaire et une lentille de vergence équivalente.

- le champ apparent est l'angle de vue apparent à travers l'oculaire. Il est directement limité par la focale de l'oculaire et par la taille du diaphragme de champ placé dans son plan focal. Le champ réel dépend du grossissement et du champ apparent.

- le tirage d'anneau est la distance qui sépare la pupille de sortie de la lentille d'œil (lentille la plus proche de l'œil de l'observateur). Si le tirage d'anneau est trop petit, il peut provoquer une sensation d'inconfort (les cils peuvent toucher l'oculaire) ; s'il est trop grand et que l’œilleton n'est pas bien dimensionné, le placement de l'œil peut ne pas être bon et on peut voir apparaître un phénomène d’ombres volantes. On pourra aussi entendre le terme de relief d'œil, traduction impropre de l'anglais eye relief (littéralement : soulagement oculaire), auquel on préférera le terme de dégagement oculaire, plus explicite bien que moins spécialisé que tirage d'anneau.

### Caractéristiques dépendant de l'objectif
Ce sont les caractéristiques inhérentes au système optique (oculaire et objectif associé).

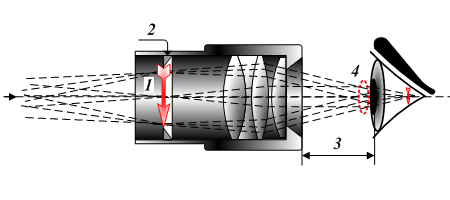
Formation de l'image (pupille de sortie) dans un oculaire :
1 - Image réelle 2 - Diaphragme de champ 3 - Dégagement oculaire - 4 - Image sortante (pupille de sortie).

- la pupille de sortie est l'image de l'ouverture de l'instrument (plus petit diaphragme) par l'oculaire. Sa position correspond à la position optimale de la pupille de l'œil puisqu'elle minimise la perte de lumière (chaque point du plan focal peut y être observé). On notera qu'une pupille de sortie plus grande que la pupille de l'observateur se traduira au minimum par une perte de lumière.

- le grossissement. Sur un télescope ou tout autre système afocal, il se calcule en divisant la longueur focale de l'objectif par celle de l'oculaire. Sur un microscope, le grossissement de l'appareil se calcule en multipliant le facteur d'agrandissement de l'objectif par celui de l'oculaire. Ces deux méthodes sont en fait équivalentes.

- l'astigmatisme. Plus un défaut inhérent à sa conception qu'une réelle caractéristique de l'oculaire, il se manifestera d'autant plus visiblement que l'ouverture du cône de lumière issu de l'objectif est grande, en d'autres termes si le rapport F/D de l'objectif associé est petit. En pratique, la plupart des oculaires modernes fonctionnent bien pour F/D > 6 ; pour des rapports F/D inférieurs à 4 il devient difficile de trouver des oculaires n'introduisant qu'un astigmatisme négligeable dans l'image.

## Oculaires de télescope
Il y a bien longtemps que les instruments photographiques et autres spectrographes ont remplacé les oculaires au foyer des télescopes professionnels. L'observation visuelle demeure ainsi le privilège des astronomes amateurs qui disposent d'un choix relativement vaste.

### Coulant
Le coulant est la jupe cylindrique de l'oculaire qui réalise par serrage la liaison mécanique avec l'instrument sur lequel il est utilisé. Le diamètre du coulant (ou, par extension, « le coulant ») est normalisé, si bien que les oculaires peuvent être utilisés indifféremment sur tous les télescopes d'amateurs actuels moyennant l'adaptateur adéquat ; le standard le plus courant est le standard américain de 1,25" (31,75 mm). On trouve également de plus en plus d'oculaires de 2" (50,8 mm), autre standard américain permettant d'afficher un champ réel plus large (le diamètre du diaphragme de champ est toujours limité par le coulant de l'oculaire). Il existe aussi le coulant japonais de 24,5 mm (0.9683") qui tend à disparaître bien que certains modèles plus ou moins anciens demeurent très recherchés (précisons que le coulant n'en est pas la raison). On pourra également citer les anciens standards français de 27 mm et 50 mm, réellement tombés en désuétude, ceux-là, malgré la faveur des collectionneurs.

### Formule optique
Il existe beaucoup de formules différentes, notamment pour les instruments d'astronomie. Elles se caractérisent par une plus ou moins bonne correction des aberrations optiques inhérentes à l'utilisation de lentilles (sphériques dans l'écrasante majorité des cas). Les oculaires modernes cherchent également à augmenter le champ apparent afin d'améliorer le confort visuel. Beaucoup de fabricants ont maintenant leur propre formule optique qui est quelquefois la combinaison entre deux autres formules, si bien qu'il est devenu difficile de s'y retrouver. En ce début de XXIe siècle, presque tous les oculaires modernes reçoivent un traitement anti-reflets multicouches sur toutes les surfaces, ce qui rend la transmission lumineuse proche des 100 %[réf. nécessaire].
La formule optique de l'oculaire est souvent spécifiée sur la bague en toutes lettres ou par une abréviation.

#### Les balbutiements
L'un des tout premiers oculaires ayant servi en astronomie est certainement celui qu'a utilisé Galilée au début du XVIIe siècle avec sa lunette astronomique. L'oculaire n'était alors qu'une simple lentille divergente.
Quelques années plus tard, Kepler proposait un oculaire constitué d'une lentille convergente, cette fois. Dans le cas d'une lunette, le dispositif devient plus encombrant (de deux fois la longueur focale de l'oculaire) et retourne l'image ; en contrepartie il est plus facile à fabriquer et à contrôler et il devient possible de placer un diaphragme dans le plan focal (qui n'est pas matérialisé dans le cas de Galilée) afin de donner une limite franche au champ visuel et de gommer certaines aberrations dues à l'objectif.

#### Les premières formules multi-lentilles

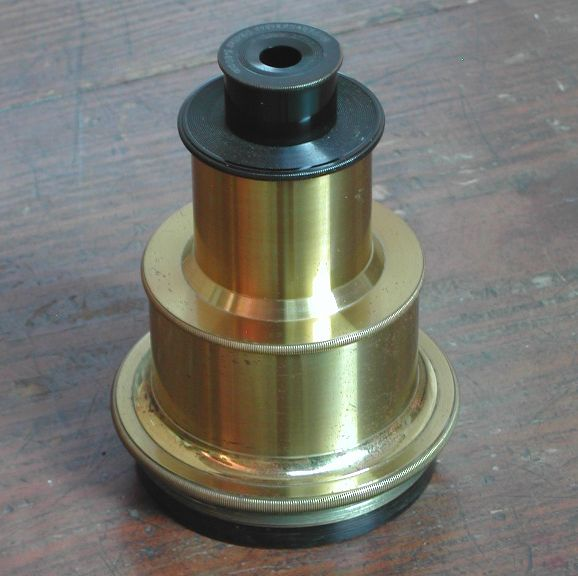
Oculaire Zeiss (1926) de type Huygens de 80 mm de focale (observatoire de Merate, Italie).

Ce n'est qu'à partir du début du XVIIIe siècle qu'apparaissent les formules améliorées à plusieurs lentilles. En 1703 Christian Huygens couple deux lentilles convexes afin de réaliser un oculaire minimisant les aberrations (notamment chromatiques) et portant le champ apparent à 40°, exceptionnel pour l'époque : cette belle amélioration s'obtient avec deux lentilles du même verre à condition que la somme de leurs longueurs focales soit le double de la distance séparant les lentilles. L'oculaire de Ramsden satisfait aussi cette relation. On en trouve encore parfois aujourd'hui, notés H (ou HM pour la formule améliorée Huygens-Mittenzwey).
Toujours avec deux lentilles, on trouve également des oculaires de Ramsden (notés R), inventés à la fin du XVIIIe siècle, avec un champ apparent plus réduit que les oculaires de Huygens mais une meilleure correction des aberrations. Certains modèles améliorés (notés SR comme Super Ramsden) ont un champ apparent plus étendu grâce à l'emploi de verres spéciaux (indices de réfraction plus élevés).

#### L'avènement des formules historiques à trois ou quatre lentilles

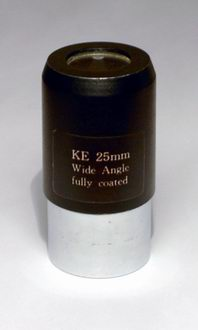
Oculaire d'entrée de gamme de type Kellner de 25 mm de focale.

Au milieu du XVIIIe siècle, Carl Kellner met au point une formule à trois lentilles qui apporte une amélioration notable en matière de correction des aberrations. Notés K ou Ke, ils étaient encore très présents sur le marché jusque vers la fin du XXe siècle, notamment en entrée de gamme.
Mais c'est surtout avec quatre lentilles que certaines formules optiques vont gagner leurs lettres de noblesse. Deux formules sont encore aujourd'hui très prisées des amateurs, surtout les observateurs de planètes. Toutes deux disposent d'un champ apparent de l'ordre de 50° ; elles ont été conçues en 1860 et en 1880. Ce sont les formules Plössl (du nom de son concepteur) et orthoscopique (du fait que l'image est dépourvue de distorsions), notées Pl et Or respectivement.
La première sera le point de départ d'un nombre extrêmement important d'améliorations successives (Super Plössl notamment, notée SP) voire de formules nouvelles inspirées de ce design.

#### L'émergence des champs larges
Depuis que l'on a su corriger la plupart des aberrations gênantes pour l'observation, les efforts se sont principalement portés sur l'agrandissement du champ apparent : en effet, l'immersion n'en est que meilleure. Ces améliorations sont tributaires d'une amélioration technologique essentielle à l'augmentation de complexité des oculaires : les traitements anti-reflet.
Des modifications — plus ou moins heureuses — ont été portées aux designs existants, notamment les formules Kellner et Plössl qui ont respectivement inspiré les formules König (Ko) d'une part et Erflé (Er), Wide Angle (WA) ou, encore relativement récemment, Panoptic d'autre part.
La conception de systèmes de visée optique pour des applications militaires a également été un facteur supplémentaire d'apparition de nouvelles formules d'oculaire à grand champ. Peu d'entre elles, cependant, ont connu un succès retentissant en astronomie, les besoins n'étant bien évidemment pas les mêmes.

#### L'oculaire duXXIesiècle
Les oculaires les plus sophistiqués sont à l'heure actuelle des oculaires à grand champ apparent (au-delà de 80°) et à grand dégagement oculaire. Ils peuvent contenir jusqu'à neuf lentilles, parfois de grandes dimensions et taillées dans des verres spéciaux — ce qui les rend assez coûteux. En général assez confortables, ils permettent de créer une excellente sensation d'immersion : l'observateur qui revient à des oculaires plus standards a souvent l'impression d'observer à travers un trou de serrure. Techniquement, ces oculaires présentent souvent un doublet divergent de Smyth (parfois appelé abusivement lentille de Barlow intégrée) qui permet de corriger le faisceau en amont du bloc côté œil. Parfois un étage d'aplanissement de la courbure de champ est ajouté. L'augmentation de champ visuel est réalisé au prix, souvent au-delà de 50° de champ apparent, d'une distorsion géométrique de l'image.
Longtemps réputés pour leur qualité médiocre, quelques zooms (oculaires à focale variable) de qualité satisfaisante commencent à faire leur entrée dès l'aube du XXIe siècle.
Ainsi, entre le débutant désireux de s'équiper au moindre coût et l'amateur exigeant qui ne peut tolérer la moindre aberration optique en passant par le fanatique du grand champ, la demande en matière d'oculaires est assez diversifiée. L'offre est d'ailleurs à la hauteur puisqu'il demeure sur le marché un choix assez vaste. En grande majorité venus des États-Unis et de l'Extrême-Orient (Japon, Chine, Taiwan), beaucoup de ces produits permettent d'observer le ciel dans de bonnes conditions pour des tarifs pouvant aller du simple au centuple.

### Fabricants et modèles
Antares-Speers
La firme canadienne tenue par Glen Speers fabrique quelques modèles intéressants, principalement des oculaires à grand champ et à prix réduit (modèles W70 et WALER comme wide angle long eye relief). Ces oculaires avouent cependant rapidement leurs limites lorsqu'il s'agit de les associer à des télescopes un peu ouverts (rapport F/D en deçà de 5), auquel cas l'astigmatisme pourra devenir gênant. Le Speers Waler UWA 84° est lui d'excellente qualité et rivalise avec les Televue Nagler pour un prix plus abordable. Rares en occasion, ces oculaires sont des affaires à saisir comme les focales variables (zooms) .
Astro-Physics
Ce nom prestigieux habituellement associé aux lunettes apochromatiques, aux télescopes de type Maksutov-Cassegrain et aux montures équatoriales haut de gamme a sorti sur le tard une série d'oculaires à trois éléments et à champ apparent réduit (42°) optimisés pour l'observation planétaire : la série des SPL (sigle pour super planetary). Comme pour l'ensemble de sa gamme, le fabricant américain éprouve souvent quelque mal à suivre la demande.
Celestron
Le célèbre fabricant américain qui a démocratisé l'astronomie dans les années 1970 a été plutôt malheureux dans la fabrication d'oculaires. Souvent dépourvues de cachet, les rares séries qui ont tenté de s'illustrer (notamment les formules Axiom à grand champ apparent) n'ont pas vraiment connu le succès escompté face à une concurrence bien implantée (Tele Vue, Meade...).
Clavé
Bien que la célèbre marque française ne fabrique plus d'oculaire, elle a réalisé au cours des années 1960 et 1970 des modèles qui demeurent très prisés après plusieurs décennies. Il faut rappeler que c'est Clavé qui a donné à la formule optique Plössl ses lettres de noblesse, notamment en commercialisant des modèles dits asymétriques, réputés plus performants que les versions symétriques, plus faciles à réaliser, qui inondent le marché. Ces modèles sont très appréciés par certains amateurs (qui parfois ne cachent pas leur esprit de collectionneur), en particulier ceux qui ont été fabriqués à partir de verres optiques de haute qualité de la verrerie Parra-Montois, ils sont appréciés notamment pour l'observation des planètes.
Intes-Micro
Le fabricant russe, plutôt réputé pour ses télescopes de type Maksutov et dérivés, a diffusé quelques modèles d'oculaires qui n'ont pas connu de succès particulier. Certaines formules à grand champ sont apparues mais semblent cantonnées à servir d'accessoire aux télescopes de la marque plutôt que de pièce optique à part entière. Finalement, la production d'Intes-Micro en matière d'oculaires reste assez épisodique et semble frappée d'un mal semble-t-il typiquement russe : le jaunissement assez prononcé de l'image.
Kasai
Ce fabricant japonais s'est spécialisé dans la production d'oculaires orthoscopiques abordables et de très bonne qualité comme les orthoscopique vintage circle (K).
Kokusai Kohki
Cet autre fabricant nippon a mis sur le marché une petite série d'oculaires assez connue : la série des Wide Scan à très grand champ (84°). Elle est souvent disponible à des prix très compétitifs, mais peut donner des résultats décevants sur des télescopes relativement ouverts (F/D inférieur à 5).
Leitz
Le seul oculaire commercialisé par le célèbre opticien allemand est aussi l'un des plus chers du marché : un oculaire de 30 mm de focale à ultra grand champ (88°). C'est l'un des concurrents directs du célèbre Nagler 31 mm de Tele Vue. D'autres séries d'oculaires ont été commercialisées sous la marque Leica, mais la diffusion est restée assez confidentielle.
Lichtenknecker
L'artisan belge Lichtenknecker (de) Optics aurait fabriqué quelques modèles originaux, notamment des oculaires de plus de dix centimètres de focale. Au même titre que les oculaires Clavé, les oculaires Lichtenknecker font la joie des collectionneurs.
Meade
Si le géant américain peut susciter la controverse quant à la qualité de certains de ses instruments, il n'en demeure pas moins que certaines pièces optiques gardent une image forte de matériel de haute volée. On citera notamment les oculaires UWA (ultra wide angle) de 84° de champ apparent qui restent parmi les meilleurs de la catégorie.
Nikon
Ce géant nippon de l'optique a fabriqué de manière assez confidentielle quelques séries d'oculaires pour l'astronomie.
Orion
La gamme d'oculaires du fabricant américain provient, comme la majorité de son matériel, de Chine ou de Taïwan, et comme pour le reste du matériel, de nombreuses séries d'oculaires se révèlent être de qualité tout à fait décente, surtout aux tarifs proposés. Hormis les traditionnelles formules Plössl et Super Plössl, on pourra trouver des clones assez réussis de Vixen LV et LVW sous les dénominations respectives d'Epic et Stratus. Certains oculaires - comme ceux de la gamme Ultrascopic - sont fabriqués au Japon.
Pentax
Si le fameux fabricant japonais est connu pour ses prestations photographiques, il l'est en revanche beaucoup moins pour son matériel pour l'astronomie amateur, du moins hors du continent asiatique. Il réalise pourtant des lunettes apochromatiques de grande qualité et, on l'aura deviné, des oculaires du même métal. Longtemps à la mode au Japon, quelques séries d'oculaires orthoscopiques haut de gamme ont été produites ; aujourd'hui il existe toujours la série des XO, assez coûteuse. Mais Pentax est avant tout le fabricant de la célèbre série des XL, oculaires à grand champ (65°) remplacés en 2003 par la série des XW (70°).
Takahashi

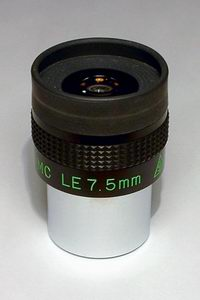
Takahashi LE 7.5 mm.

Comme tout fabricant japonais qui se respecte, la prestigieuse firme a longtemps fabriqué des oculaires orthoscopiques au coulant 24,5 mm. Depuis les années 1990, elle commercialise une série d'oculaires se voulant optimisée pour l'observation des détails planétaires, dérivée de la vieillissante formule Erflé : la série LE, à cinq lentilles et de 52° d'un champ bien corrigé des aberrations (astigmatisme, chromatisme et distorsions notamment).
Tele Vue
Cette marque américaine est certainement l'une des plus appréciées des astronomes amateurs, sinon la plus appréciée. Bien qu'orientés haut de gamme, ses produits demeurent relativement populaires : assez souvent innovants et performants, ils offrent la plupart du temps un champ apparent assez vaste et bien corrigé des aberrations et notamment de l'astigmatisme, ce qui leur permet de très bien fonctionner, même pour des rapports F/D inférieurs à 5. La gamme proposée est plutôt vaste puisqu'on peut trouver des formules Plössl assez abordables, mais aussi (et surtout) des formules optimisées à grand champ qui sont l'exclusivité de Tele Vue. Le produit phare du fabricant est sans conteste la série des Nagler (du nom de son concepteur, le gérant de Tele Vue) à 82° de champ. Les Nagler, nés en 1982, ont connu plusieurs modifications de formule optique : nous en sommes aujourd'hui aux types 4, 5 et 6 (les premiers Nagler modifiés étaient de type 2 et il n'y eut pas de type 3). Curieusement, malgré des tarifs en conséquence, le champ apparent est proportionnel à la popularité : s'il est vrai que les Panoptic (68°) ont également les faveurs des amateurs, les Radian (60°) rencontrent moins de succès ; il est vrai qu'un Nagler type 6 de focale équivalente n'est pas tellement plus onéreux. Tele Vue est également la seule firme à proposer des lentilles amovibles de correction de l'astigmatisme ophtalmique, ce qui évite à l'observateur astigmate de garder ses lunettes sur le nez pour observer dans de bonnes conditions avec de grandes pupilles de sortie — malheureusement ces lentilles ne peuvent pas s'adapter sur tous les oculaires de la gamme.
TMB
Cette petite manufacture américaine, spécialisée dans la conception de lunettes astronomiques, a, de façon plus prolixe que son concurrent Astro-Physics, sorti plusieurs lignes d'oculaires et en particulier remis au goût du jour une formule simple optimisée pour l'observation des planètes : cette série d'oculaires monocentriques (appelée Super Monocentric) à un seul élément (composé de trois lentilles) offre un champ apparent réduit à 32° mais garantit un taux de transmission lumineuse proche des 99 % et un contraste préservé.
Thomas M. Back est également connu pour une petite série d'oculaires de 30 à 40mm grand champ à 68° : les Paragon. Il a laissé pour héritage les séries Planetary à focale courte de 2,5 à 9mm de 58°/60° ayant un bon confort d'observation, ils sont aujourd'hui plus ou moins bien copiés à grande échelle.
University Optics
On connaît plutôt ce petit fabricant américain par le biais de deux séries d'oculaires appréciées des amateurs, toutes les deux d'origine nippone : une série d'orthoscopiques de type Abbe (du nom de l'opticien allemand), en tout point identique à celle commercialisée sous le label Kasai, tente de compenser la fin de la production des modèles Zeiss ; en outre, University Optics propose aussi une série d'oculaires à grand champ 68° König (formules orthoscopique simplifié), d'excellente qualité.
VernonScope
Encore un autre fabricant américain, à qui l'on doit une (seule) série d'oculaires plutôt réputés : les Brandon, qui n'utilisent volontairement pas de traitement multicouches pour limiter la diffusion — utile, notamment, en observation planétaire. Ce sont les oculaires fournis avec les télescopes de la fameuse marque Questar.
Vixen

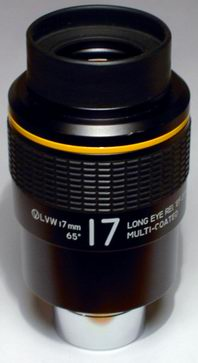
Vixen LVW 17 mm.

Ce grand fabricant japonais de matériel d'astronomie est notamment le créateur de plusieurs séries d'oculaires assez connues. Outre les traditionnels orthoscopiques au coulant 24,5 mm, Vixen commercialise deux séries à grand dégagement oculaire comportant des verres au lanthane : ce sont les gammes LV, dotée d'un champ apparent standard de l'ordre de 50°, et LVW, à grand champ (65°), particulièrement réputée pour la qualité des optiques, proches de celles des Tele Vue Panoptic et Pentax XL/XW.
William Optics
Ce fabricant originaire de Taïwan propose notamment, outre ses traditionnels réfracteurs, deux séries notables : les Swan, très abordables en regard de leur champ apparent de 72°, et les Uwan qui, avec 82° de champ, chassent plutôt sur les terres des Meade UWA et autres Tele Vue Nagler.
Zeiss
Si la célèbre manufacture d'Iéna ne fabrique plus de matériel pour les amateurs, il n'en demeure pas moins qu'elle a laissé au cours de son histoire quelques nobles restes que les amateurs-collectionneurs s'arrachent parfois à prix d'or. Citons notamment de fameuses séries d'oculaires monocentriques et d'orthoscopiques de type Abbe. Certains amateurs, suivis par les revendeurs, redoublent d'astuce pour tenter d'adapter aux porte-oculaires des télescopes des oculaires de conception récente destinés à l'observation terrestre...
Tête binoculaire (oculaire accessoire)

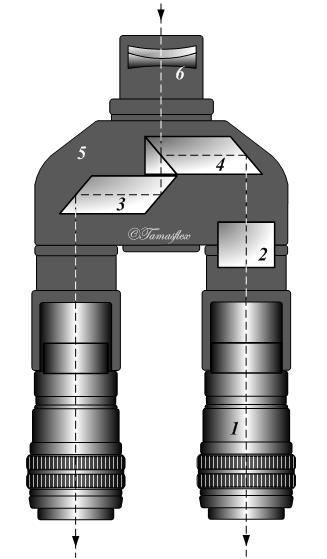
Tête binoculaire :
1 - Oculaire 2 - Compensation slide 3 - Prism 4 - Beam splitter 5 - Body 6 - Barlow lens.

Elles se composent de deux oculaires identiques dont on peut régler l’écartement (à l’intérieur du corps de la tête binoculaire un prisme sépare en deux le faisceau lumineux qui arrive de l’instrument).
Avantages : l’impression de relief en imagerie lunaire et planétaire, et surtout une moindre fatigue oculaire puisqu’on sollicite les deux yeux.
Les têtes binoculaires conviennent pour tous les instruments (lunettes et télescopes).

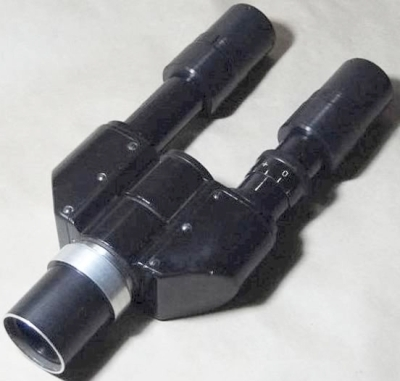
Tête binoculaire.

## Galerie

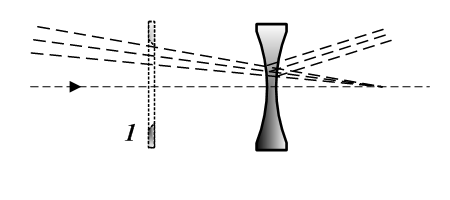
Oculaire de Galilée.
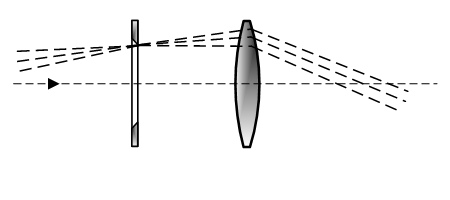
Oculaire Kepler.
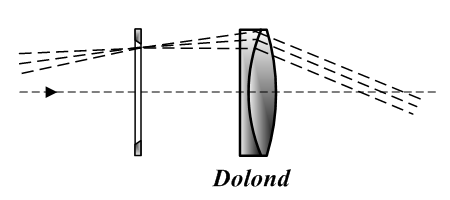
Oculaire Dolond.
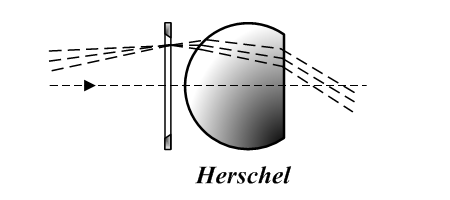
Oculaire Herschel.
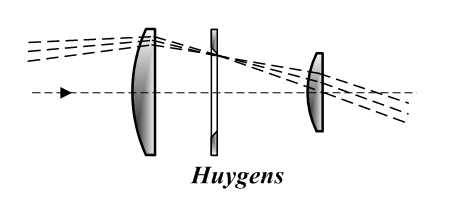
Oculaire Huygens.
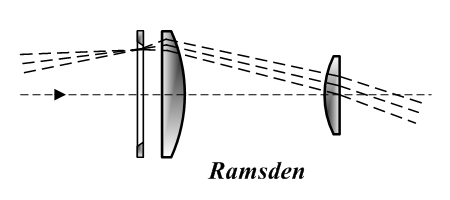
Oculaire Ramsden.
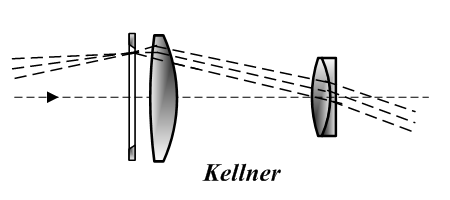
Oculaire Kellner.
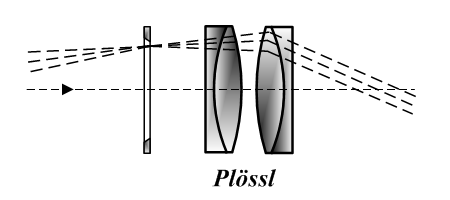
Oculaire Plössl.
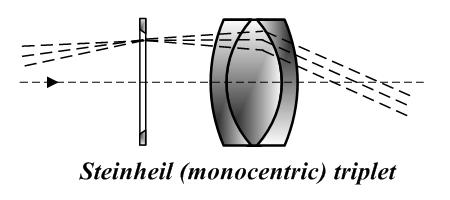
Oculaire Steinheil.
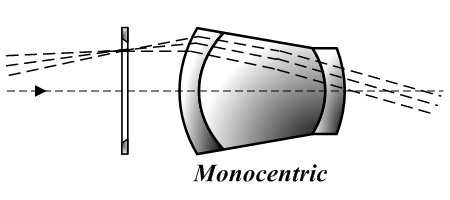
Oculaire monocentrique.
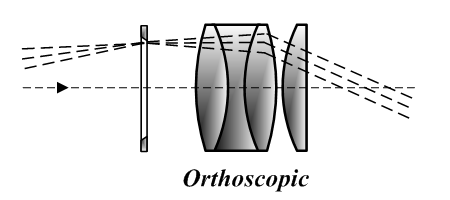
Oculaire orthoscopique.
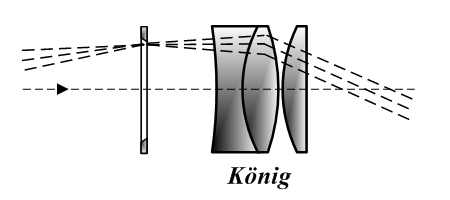
Oculaire König.
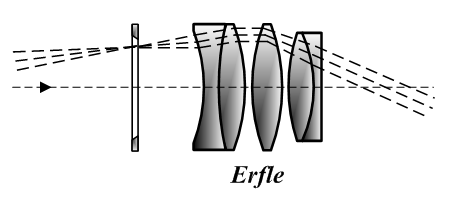
Oculaire Erfle.
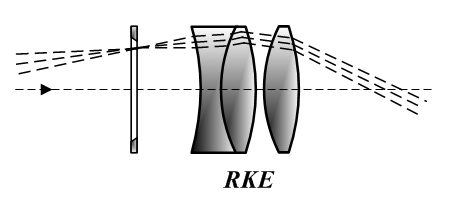
Oculaire RKE.
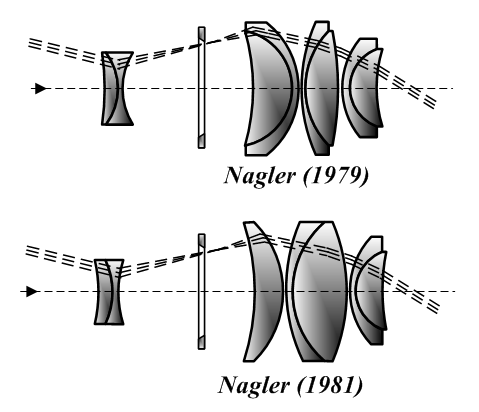
Oculaire Nagler.
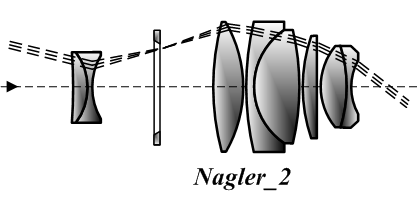
Oculaire Nagler.

## Oculaires de microscope

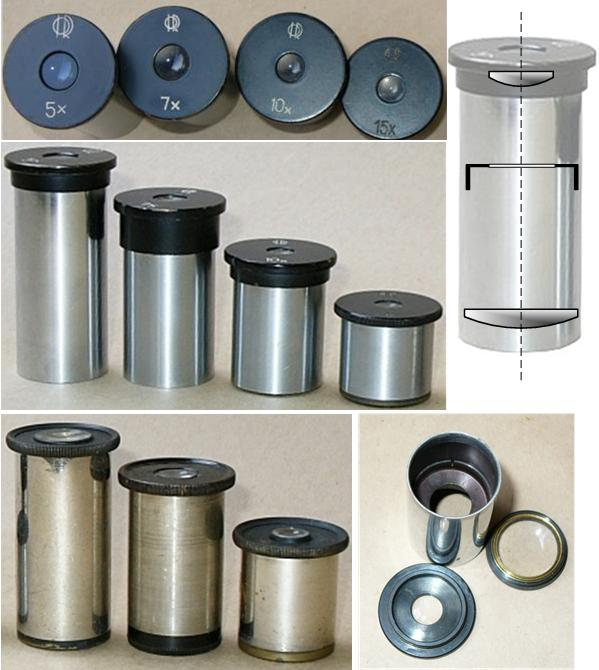
Huygens microscope oculaire.
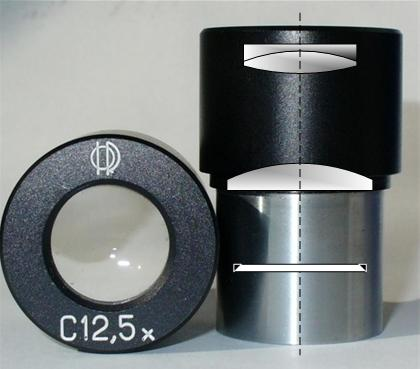
Oculaire compensateur.
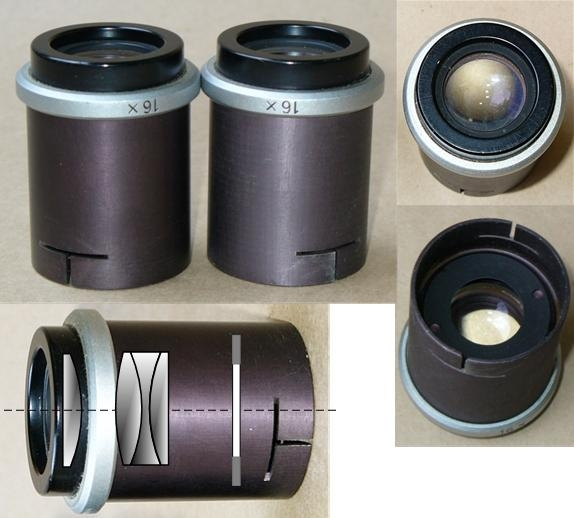
Stereo microscope oculaire.
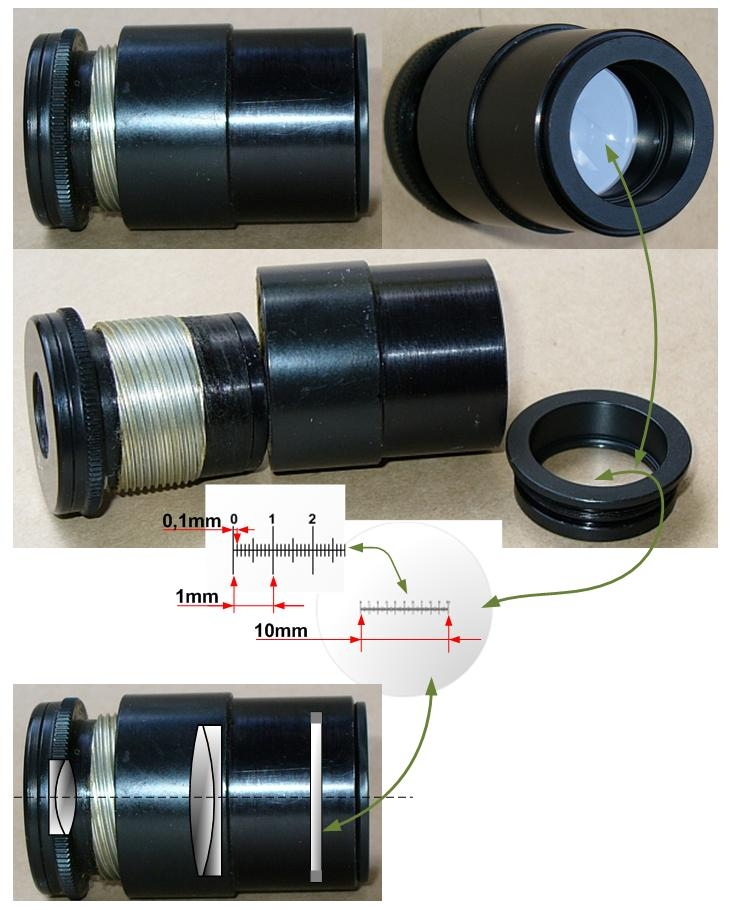
Oculaire-micromètre.
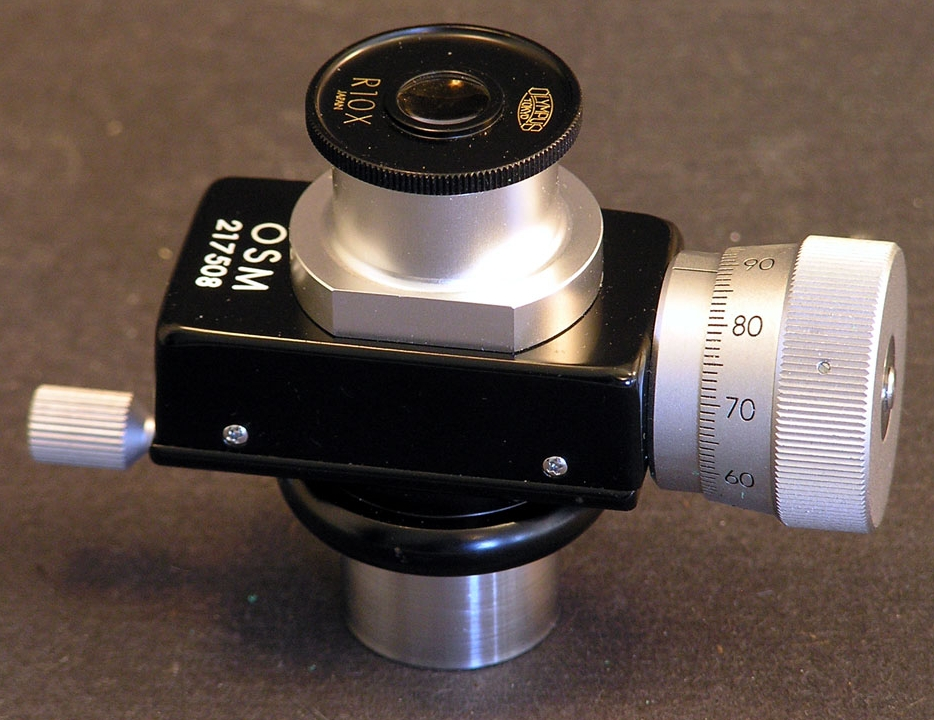
Oculaire-micromètre.
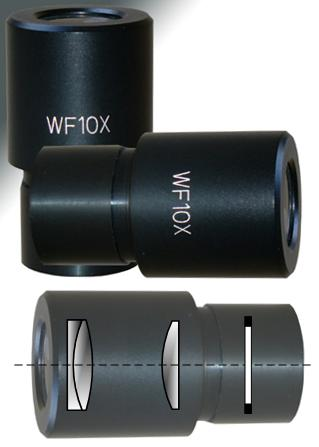
Microscope oculaire.